# Ariola Japan
Ariola Japan Inc. (株式会社アリオラジャパン?, Kabushiki Kaisha Ariora Japan), è un'etichetta discografica giapponese precedentemente parte di BMG Japan e ora sussidiaria di Sony Music Entertainment Japan.

## Storia
- 2008 - Ariola Japan diventa una sussidiaria di Sony Music Entertainment.[1]
- 2009 - Ariola Japan diventa un'etichetta discografica completa, separata da BMG Japan.[2]

## Artisti
Ariola Japan ospita sia ex artisti di BMG Japan che di nuovi, tra cui:

### Principali
- Aisha
- Kenichi Asai
- Ayano Mashiro
- AZU (gestito da Avex)
- Chehon
- Crossfaith
- Deen (gestito da Being Inc.)
- fumika
- NGT48
- Tatsuyuki Hiyamuta
  - DAD MOM GOD
- Takako Matsu
- Okamoto's
- One Day (JYP Entertainment/Ariola Japan)
  - 2AM
  - 2PM
- Rake
- Hiromi Sakimoto
- The Yellow Monkey
- Zeebra
- Sayuri
- NU'EST
- Oh My Girl

### iDEAK
- Toshiki Kadomatsu

### Little Tokyo
- Kazumasa Oda

### Augusta Records
Una joint venture con Office Augusta
- Kyoko
- Yu Sakai
- Sukima Switch
  - Takuya Ohashi
- Motohiro Hata

### Rhythmedia Tribe
- Misia

### Happy Song Records
- The Cro-Magnons
  - Hiroto Kōmoto
- The High-Lows